# Hipoderme

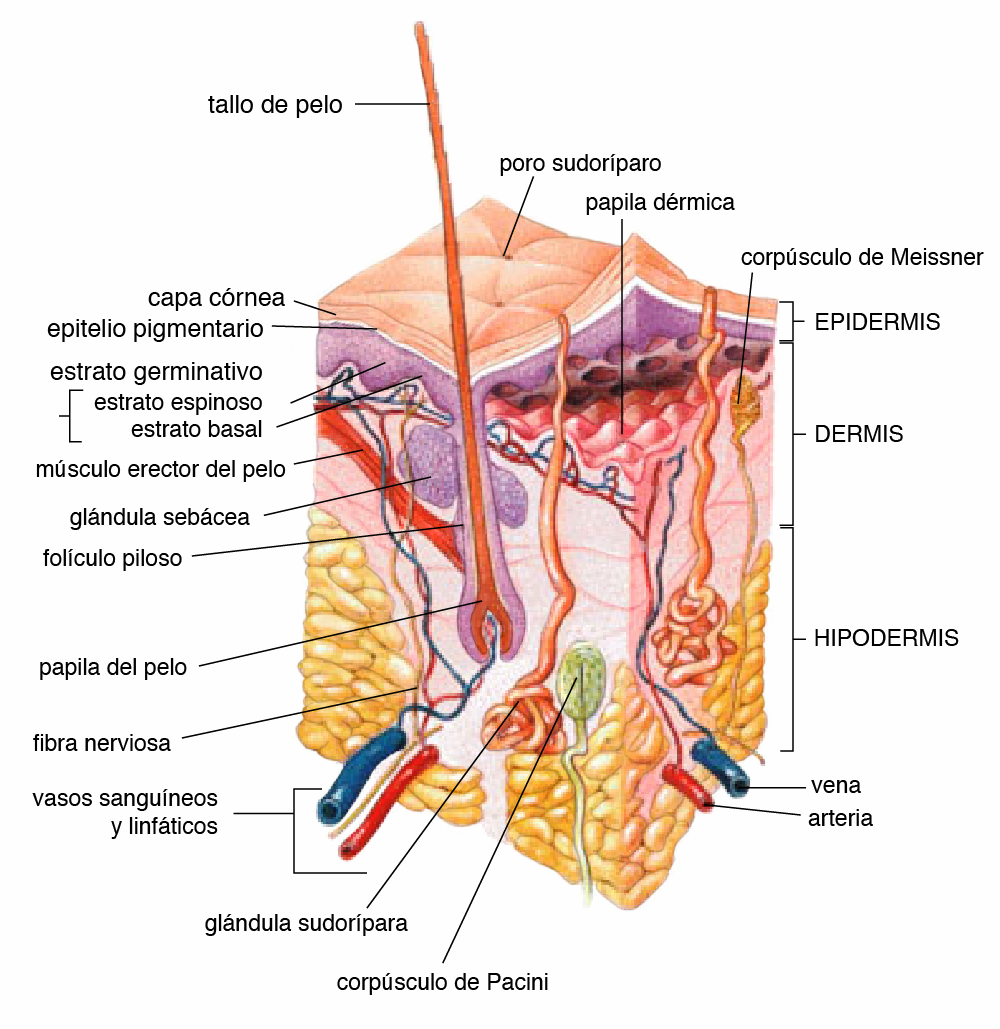
Anatomia da pele humana (em espanhol).

A hipoderme ou tecido celular subcutâneo é uma camada de tecido conjuntivo frouxo localizada abaixo da derme, a camada profunda da pele, unindo-a de maneira pouco firme aos órgãos adjacentes. A depender do estado nutricional e da região do corpo, a hipoderme pode conter uma quantidade variável de tecido adiposo.
A hipoderme constitui órgão interior mas não deve ser considerada uma camada da pele.

## Composição
O tecido subcutâneo consiste em:
- Faixas fibrosas de ancoragem da pele para o fáscia profunda [1]
- Colágeno e Elastina [2]

## Camadas

### Camada areolar
É a camada mais externa e está em contato com a derme, composta de adipócitos.

## Funções da hipoderme
Ajuda a manter a temperatura do corpo,dá forma aos contornos do corpo e dá mobilidade a toda a pele.A sua espessura pode mudar dependendo das partes do corpo e podem ser diferentes entre as pessoas.O sistema linfático cumpre uma função importante na auto limpeza da pele.